# Condé-sur-Sarthe
Pour les articles homonymes, voir Condé.
 (août 2016).
Condé-sur-Sarthe est une commune française située dans le département de l’Orne en région Normandie.

## Géographie

### Localisation
La commune est située à l’ouest d’Alençon. De nombreuses carrières de granite ont été exploitées pendant plusieurs siècles jusque vers 1980, pour construire l’agglomération alençonnaise. Il ne subsiste plus aujourd’hui que des plans d’eau en lieu et place des carrières.
La route nationale 12 traverse Condé-sur-Sarthe d’est en ouest. Cette route relie Paris à Brest. La commune est desservie par le réseau de bus Alto. Ce réseau fait partie des Transports urbains de la communauté urbaine d'Alençon. Condé-sur-Sarthe est desservie par Itinéo 4, Itinéo Acces, Domino 1, 2 et 4.

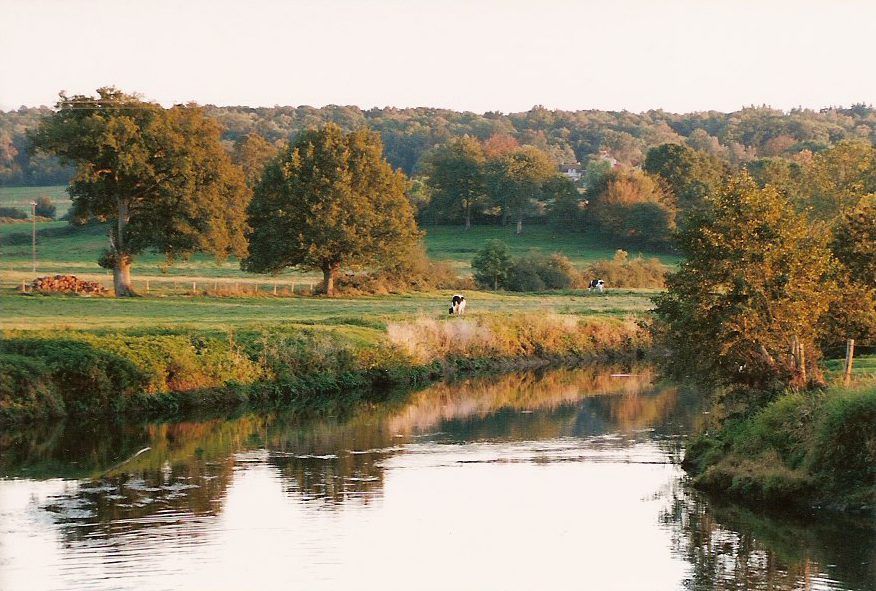
La Sarthe vue depuis Condé-sur-Sarthe.

Le territoire est bordé au sud par la Sarthe. La vallée de la Sarthe est concernée par les inondations dues aux crues de la rivière. Les zones inondables regroupent les terrains inconstructibles ainsi que les terrains à préserver de toute urbanisation nouvelle. Ces zones sont répertoriées dans le cadre du plan de prévention des risques d’inondations du département de l’Orne.
Les principaux quartiers sont : la Boissière, le Bourg, la Jardinière, le Pont Percé, le Vert Village. Les lieux-dits sont : la Bigotière, les Brosses, Châtillon, la Cusselière, les Dragées, l’Étang, la Folie, la Galochère, la Guépinière, les Guettes, la Hardronnière, Hertré, le Grand Hertré, le Petit Hertré, les Joncs, la Mare à Rouland, Montperthuis, le Parc Labbé, les Sablons, les Vallées, Vaucelles, Verveine.
| Pacé    | Lonrai                           | Damigny                  |
| Pacé    | Condé-sur-Sarthe                 | Alençon                  |
| Mieuxcé | Héloup, Saint-Germain-du-Corbéis | Saint-Germain-du-Corbéis |

### Hydrographie
La commune est située dans le bassin Loire-Bretagne. Elle est drainée par la Sarthe, le Cuissai et le Moulin de Chahains,,.
La Sarthe, d'une longueur de 314 km, prend sa source dans la commune de Soligny-la-Trappe, au hameau de Somsarthe, c'est-à-dire "sommet de la Sarthe", à une altitude de 250 mètres. Sur une grande partie de son cours, elle marque alors la limite entre les départements de l'Orne et de la Sarthe et conflue avec la Mayenne à Angers à une altitude de 15 mètres, pour former la Maine. Les caractéristiques hydrologiques de la Sarthe sont données par la station hydrologique située sur la commune de Merlerault-le-Pin. Le débit moyen mensuel est de 6,84 m3/s. Le débit moyen journalier maximum est de 133 m3/s, atteint lors de la crue du 23 janvier 1995. Le débit instantané maximal est quant à lui de 142 m3/s, atteint le même jour.
Un plan d'eau complète le réseau hydrographique : l'étang du Précoin (0,97 ha),.

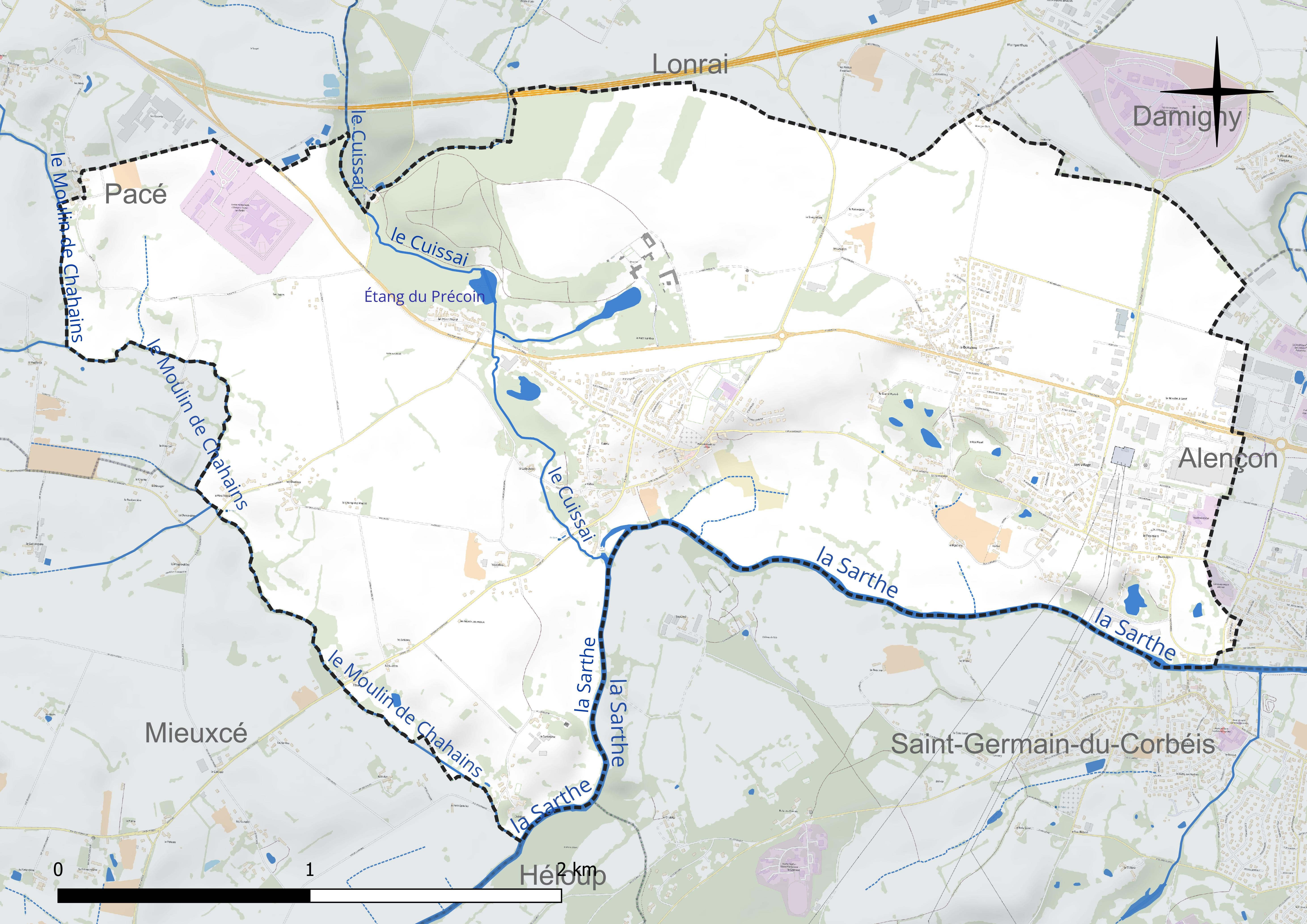
Réseau hydrographique de Condé-sur-Sarthe.

### Climat
Pour des articles plus généraux, voir Climat de la Normandie et Climat de l'Orne.
En 2010, le climat de la commune est de type climat océanique dégradé des plaines du Centre et du Nord, selon une étude du CNRS s'appuyant sur une série de données couvrant la période 1971-2000. En 2020, Météo-France publie une typologie des climats de la France métropolitaine dans laquelle la commune est dans une zone de transition entre le climat océanique et le climat océanique altéré et est dans la région climatique Normandie (Cotentin, Orne), caractérisée par une pluviométrie relativement élevée (850 mm/a) et un été frais (15,5 °C) et venté. Parallèlement le GIEC normand, un groupe régional d’experts sur le climat, différencie quant à lui, dans une étude de 2020, trois grands types de climats pour la région Normandie, nuancés à une échelle plus fine par les facteurs géographiques locaux. La commune est, selon ce zonage, exposée à un « climat des plateaux abrités », se caractérisant par une pluviométrie et des contraintes thermiques modérées mais aussi, par effet de continentalité, des températures plus contrastées qu'au nord dans la plaine de Caen, avec communément 10 à 15 jours par an de plus de froid en hiver et de chaleur en été.
Pour la période 1971-2000, la température annuelle moyenne est de 10,8 °C, avec une amplitude thermique annuelle de 14 °C. Le cumul annuel moyen de précipitations est de 754 mm, avec 12,2 jours de précipitations en janvier et 7,3 jours en juillet. Pour la période 1991-2020, la température moyenne annuelle observée sur la station météorologique la plus proche, située sur la commune d'Alençon à 4 km à vol d'oiseau, est de 11,3 °C et le cumul annuel moyen de précipitations est de 743,7 mm,. Pour l'avenir, les paramètres climatiques de la commune estimés pour 2050 selon différents scénarios d’émission de gaz à effet de serre sont consultables sur un site dédié publié par Météo-France en novembre 2022.

## Urbanisme

### Typologie
Au 1er janvier 2024, Condé-sur-Sarthe est catégorisée ceinture urbaine, selon la nouvelle grille communale de densité à sept niveaux définie par l'Insee en 2022.
Elle appartient à l'unité urbaine d'Alençon, une agglomération inter-régionale regroupant huit communes, dont elle est une commune de la banlieue,,. Par ailleurs la commune fait partie de l'aire d'attraction d'Alençon, dont elle est une commune de la couronne,. Cette aire, qui regroupe 89 communes, est catégorisée dans les aires de 50 000 à moins de 200 000 habitants,.

### Occupation des sols
L'occupation des sols de la commune, telle qu'elle ressort de la base de données européenne d’occupation biophysique des sols Corine Land Cover (CLC), est marquée par l'importance des territoires agricoles (69,7 % en 2018), en diminution par rapport à 1990 (76,6 %).
La répartition détaillée en 2018 est la suivante : terres arables (42,3 %), prairies (27,4 %), zones urbanisées (16,1 %), forêts (7,8 %), zones industrielles ou commerciales et réseaux de communication (6,3 %). L'évolution de l’occupation des sols de la commune et de ses infrastructures peut être observée sur les différentes représentations cartographiques du territoire : la carte de Cassini (XVIIIe siècle), la carte d'état-major (1820-1866) et les cartes ou photos aériennes de l'IGN pour la période actuelle (1950 à aujourd'hui).

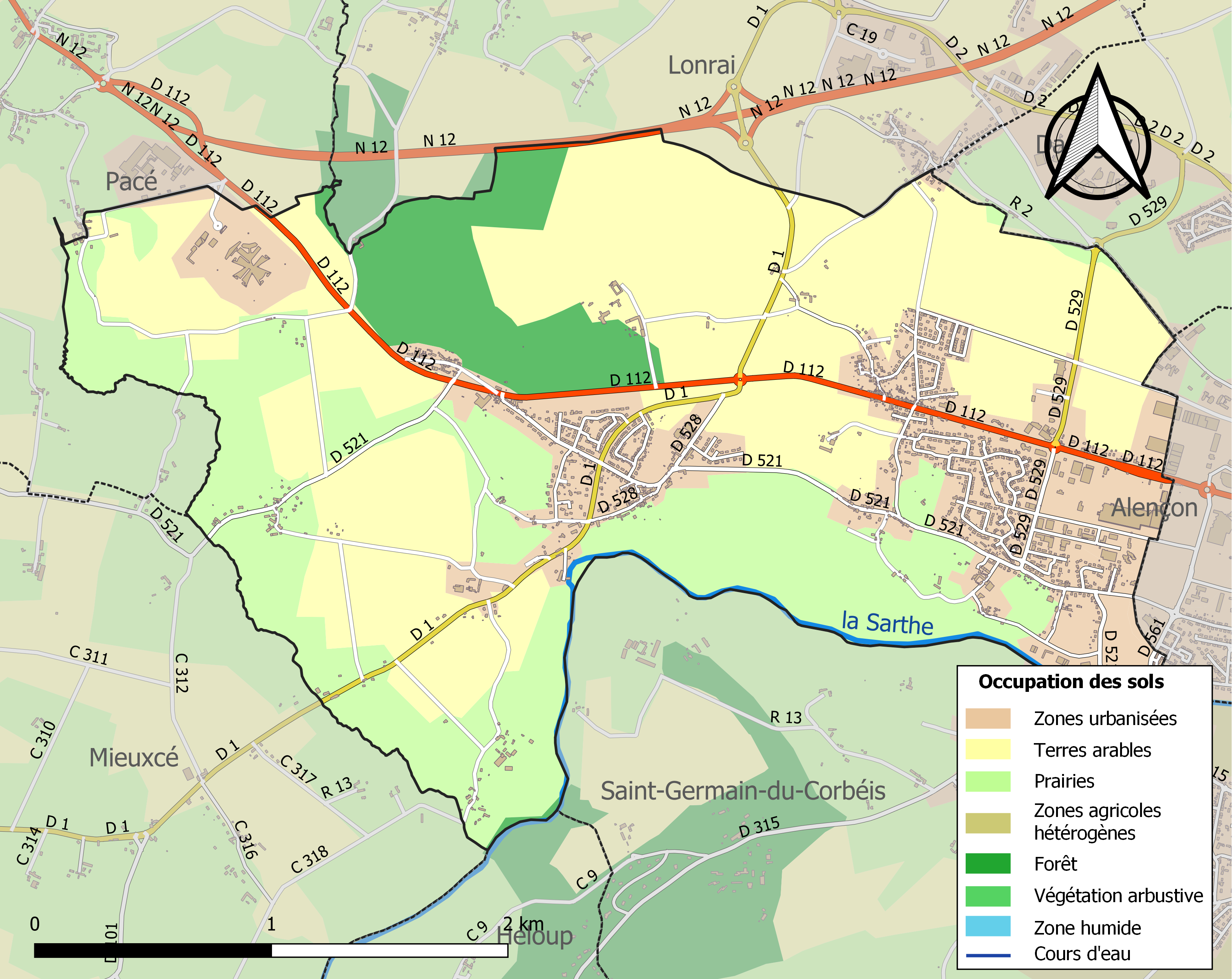
Carte des infrastructures et de l'occupation des sols de la commune en 2018 (CLC).

## Toponymie
Le nom de la localité est attesté sous la forme Condetum en 1081, Condé en 1793, Condé-sur-Sarthe en 1801.
Le nom Condé viendrait du terme celtique condate, nombreux Condé, également ancien nom gaulois de Rennes, Candé (langue d'oïl) et Condat (langue d'oc), équivalent du latin confluentes (confluent) qui a donné les Conflans.
Sous la Révolution, Condé-sur-Sarthe a été renommée L’Île-sur-Sarthe[réf. nécessaire].
Le gentilé est Condéen.

## Histoire
Sur ordre de Jules César en 50 av. J.-C., les Romains ont construit des routes. L’une d’entre elles venant de Chartres traversait la Sarthe au gué du moulin de Condé, qui se situe au confluent de la Sarthe et de la Randumière.[réf. nécessaire]

## Politique et administration

### La communauté urbaine
Condé-sur-Sarthe fait partie des trente-six communes de la communauté urbaine d'Alençon.

### Tendances politiques et résultats
Les électeurs condéens votent régulièrement à gauche.
- À titre d’exemple, lors du second tour de l’élection présidentielle de 2007[27], Ségolène Royal (PS) obtient 54,3 % des suffrages exprimés contre 45,7 % des suffrages pour Nicolas Sarkozy (UMP).
- De plus, lors du second tour des législatives de 2007[28], Joaquim Pueyo (DVG) obtient 63,15 % des suffrages contre 36,85 % pour Yves Deniaud (UMP). Yves Deniaud qui sera élu dans la première circonscription de l'Orne.
- Lors du référendum du 29 mai 2005[29] sur le traité constitutionnel pour l’Europe, le « non » l’emporte à Condé-sur-Sarthe avec 52,49 % des suffrages contre 47,51 % de « oui ». L’abstention étant de 24,69 %. (Résultats nationaux : « non » à 54,67 %, « oui » à 45,33 %, abstention à 30,63 %).

### Administration municipale

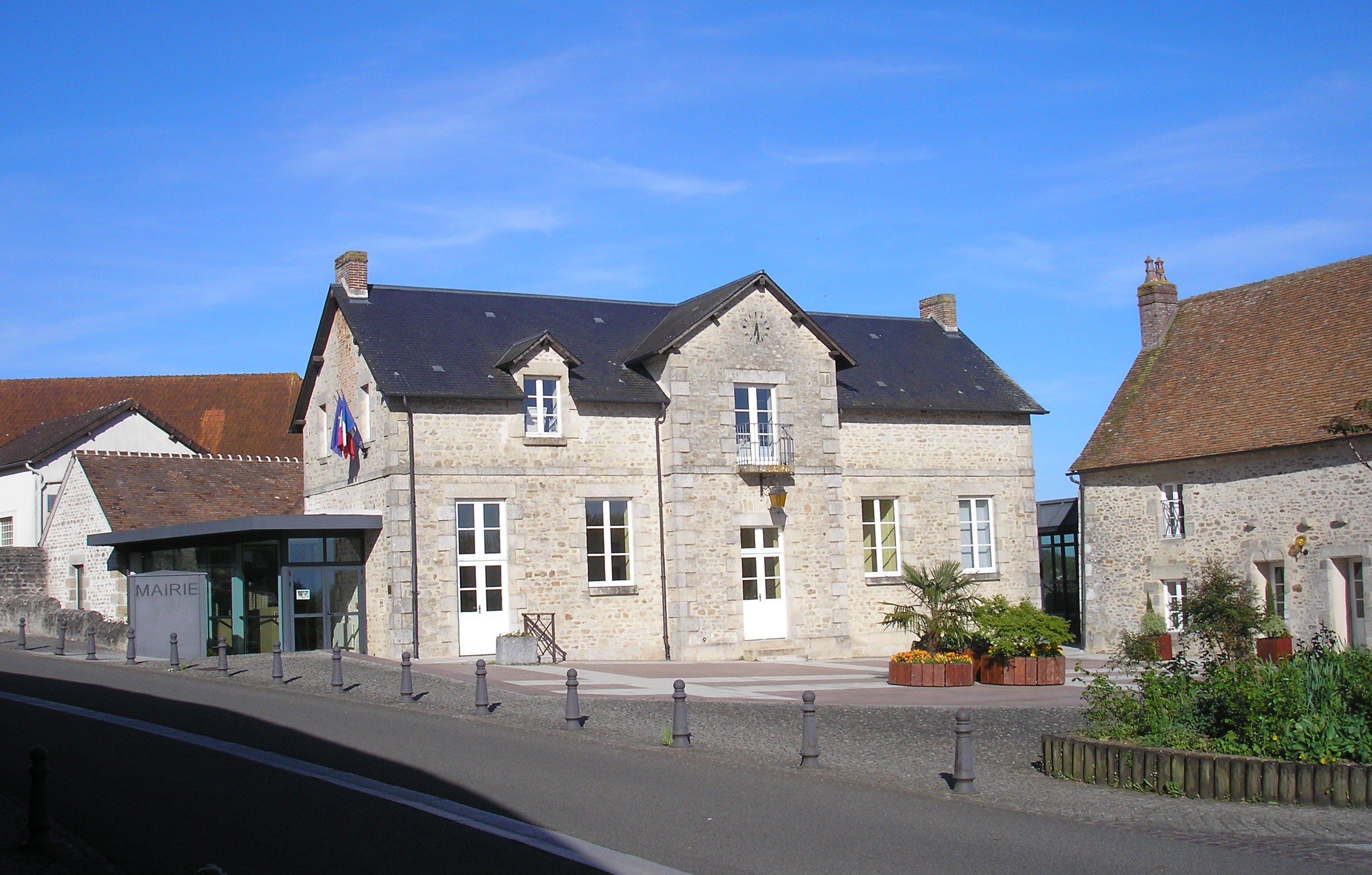
La mairie.

Le conseil municipal est composé de dix-neuf membres dont le maire et trois adjoints.

## Équipements et services publics

### Espaces publics
- La salle Fould, plus communément appelée salle des fêtes, cette salle est aujourd’hui réservée aux évènements du conseil municipal (élections, réunions diverses…).
- La salle polyvalente permettant d’organiser et de rassembler de multiples manifestations.
- La salle du Quartz, dernière salle d’activités en date, elle rassemble à elle seule : une salle de sport, l’école de musique, une salle d’activités diverses (possibilité de réservation également) et un local utilisable par les jeunes de la commune ou par diverses associations sportives et culturelles.

### Prison
Une maison centrale de 220 places a été construite en 2011. Elle est considérée comme une des plus sécurisée de France. Le 5 mars 2019 se produit une agression de deux surveillants par un détenu terroriste à l'aide d'un couteau en céramique apporté par sa compagne. Celle-ci est décédée des suites de ses blessures causées par l'intervention des forces du Raid. L'attaque est suivie d'un mouvement de grève des surveillants. 
Le 11 juin 2019, Francis Dorffer prend en otage deux surveillants, relâchés ensuite sans blessure. 
La rotation de l'emploi atteint 30 % par an.

### Enseignement
- École publique de niveaux maternelle et primaire.

## Population et société

### Démographie
La population de Condé-sur-Sarthe est composée de 47,4 % d’hommes et de 52,6 % de femmes (moyenne nationale : 48,6 % d’hommes, 51,4 % de femmes). La majorité des ménages est composée de deux personnes, représentant 32,7 % des ménages condéens.
Elle est majoritairement propriétaire (67,7 %) contre 31 % de locataires. Les logements sont principalement des maisons individuelles (94,7 %), la moyenne nationale étant de 56,8 %.
- La pyramide des âges[34] est la suivante + (nationale):
  - 0 – 19 ans : 27,7 % (24,6 %)
  - 20 – 39 ans : 25,2 % (28,1 %)
  - 40 – 59 ans : 29,3 % (26 %)
  - 60 – 74 ans : 10,1 % (13,6 %)
  - 75 ans et plus : 7,7 % (7,7 %)

### Évolution démographique de 1790 à aujourd’hui
L'évolution du nombre d'habitants est connue à travers les recensements de la population effectués dans la commune depuis 1793. Pour les communes de moins de 10 000 habitants, une enquête de recensement portant sur toute la population est réalisée tous les cinq ans, les populations de référence des années intermédiaires étant quant à elles estimées par interpolation ou extrapolation. Pour la commune, le premier recensement exhaustif entrant dans le cadre du nouveau dispositif a été réalisé en 2008.
En 2022, la commune comptait 2 492 habitants, en évolution de −1,7 % par rapport à 2016 (Orne : −3,21 %, France hors Mayotte : +2,11 %).
| 1793 | 1800 | 1806 | 1821 | 1836 | 1841 | 1846 | 1851 | 1856 |
| ---- | ---- | ---- | ---- | ---- | ---- | ---- | ---- | ---- |
| 392  | 428  | 564  | 538  | 670  | 776  | 840  | 885  | 914  |

| 1861 | 1866 | 1872 | 1876 | 1881 | 1886 | 1891 | 1896 | 1901 |
| ---- | ---- | ---- | ---- | ---- | ---- | ---- | ---- | ---- |
| 942  | 982  | 951  | 926  | 957  | 957  | 925  | 931  | 912  |

| 1906 | 1911 | 1921 | 1926 | 1931 | 1936 | 1946 | 1954 | 1962  |
| ---- | ---- | ---- | ---- | ---- | ---- | ---- | ---- | ----- |
| 834  | 907  | 842  | 811  | 785  | 801  | 940  | 956  | 1 020 |

| 1968  | 1975  | 1982  | 1990  | 1999  | 2006  | 2008  | 2013  | 2018  |
| ----- | ----- | ----- | ----- | ----- | ----- | ----- | ----- | ----- |
| 1 134 | 1 166 | 1 745 | 1 945 | 2 231 | 2 157 | 2 142 | 2 291 | 2 478 |

| 2022  | - | - | - | - | - | - | - | - |
| ----- | - | - | - | - | - | - | - | - |
| 2 492 | - | - | - | - | - | - | - | - |

### Sports et loisirs
L'Espérance de Condé-sur-Sarthe fait évoluer une équipe de football en ligue de Basse-Normandie et une autre en division de district.
Les sections sportives de l'Association Sport et Loisirs sont : badminton, CLSH, football, judo, randonnée pédestre, tennis, tennis de table, tir à l’arc, yoga, volley-ball, course à pied, anglais. L’école de musique propose : accordéon, chorale adulte, flûtes, guitares, piano et claviers, solfège.

## Économie

### Emplois
Le taux de chômage à Condé-sur-Sarthe est de 7,7 %, il est inférieur à celui de la moyenne nationale qui est de 12,9 %. Les actifs représentent 49,8 % de la population, les jeunes scolarisés 27,8 %, et les personnes retraitées représentent 7,3 % des Condéens. Les actifs sont divisés en différents secteurs d’activités : 34,6 % d’employés, 26,1 % de professions intermédiaires et 22,9 % d’ouvriers. Les agriculteurs ne représentent que 1,2 % des actifs.
Les principaux secteurs d’activités implantés sur la commune sont les suivants : commerce 43,1 %, services aux entreprises 18,3 %, services aux particuliers 12,8 % pour un nombre total de 109 établissements.

### Revenus
Les revenus moyens par ménage à Condé-sur-Sarthe  sont de 17 447 €/an. La moyenne nationale est de 15 027 €/an.

### Gastronomie
- Naissance du camembert Le Rustique dans la commune de Condé-sur-Sarthe. Il s’agit d’un fromage de catégorie « pâte molle à croûte fleurie ».

## Culture locale et patrimoine

### Lieux et monuments

#### L'église Saint-Martin
L’église Saint-Martin est d’architecture romane et a la particularité d’avoir été rénovée en partie pendant la période gothique. De ce fait, on peut observer des arcs en plein cintre d’un côté de la nef, et des arcs en ogive de l’autre côté. Elle abrite des vitraux classé au titre objet aux monuments historiques.
Les cloches
Inscriptions gravées sur les cloches de l’église Saint-Martin de Condé-sur-Sarthe :
- petite cloche : « Cloche des catéchismes nommée Marie Joséphine par les petits garçons et les petites filles de la première communion 1872 bénie par Mgr Rousselet évêque de Séez assisté par M. Pierre Isidore Hardy curé » ;
- cloche intermédiaire : face 1 « Donnée par Mr Adolphe Fould au nom de ses enfants Achille et Etienne Nommée Marthe Etiennette par Mr Etienne Gaston et Melle Marthe Colette Antoinette Berthe Fould ». Face 2 « Bénite par Mgr Rousselet Évêque de Séez assisté par Pierre Isidore Hardy curé 1872 » ;
- grosse cloche : « J’ai été nommée Anne Charlotte par Mr Charles Achille Fould et Mme Anne Clémentine Rattier épouse de M Charles … je pèse … Kil … Crapelet propriétaires du domaine de Verveines et bienfaiteurs de cette paroisse bénite en 1866 par Mgr Rousselet évêque de Séez comte romain et officier de la légion d’honneur M l’A Lecomte étant curé MM Rattier Maire Garnier adjoint Guillard Ruel Bourdon Adde et Goujon marguilliers ».

#### Les anciennes carrières de granite
Localisation des anciennes carrières de granite dans Condé-sur-Sarthe :
- la Cette ;
- le Pont-Percé ;
- la Galochère ;
- la carrière du Hertré ;
- la Grenouillère ;
- la Jardinière ;
- la Mare à Rouland ;
- le Temps Perdu ;
- la Grande Carrière de Beauséjour ;
- l'Ancienne Carrière à M. Pierre.

#### La laiterie etLe Rustique
Le célèbre camembert Le Rustique doit son existence à la laiterie de Condé-sur-Sarthe. Après la Première Guerre mondiale, Jules Mallet débute l’activité de la laiterie EMA (Établissements laitiers Mallet Condé, près d'Alençon) qui avait pour slogan : « EMA, le beurre qui vous plaira ». Cinquante ans après, cette laiterie deviendra la fromagerie Hutin à la suite de la reprise de l’activité par la famille Hutin. Plus tard, elle sera appelée fromagerie Lutin.
Le 17 mars 1992, à la suite de l’explosion d’un néon électrique dans un atelier, un incendie dévastateur va provoquer la fermeture de la fromagerie. L’entreprise sera réimplantée dans une commune voisine, la commune de Pacé. La fromagerie Lutin deviendra Société IDEVAL, puis fromagerie RichesMonts (groupe Sodiaal). Aujourd’hui, le camembert Le Rustique y est toujours fabriqué à l’instar des fromages vendus sous la marque Riches Monts.

#### Le château de la Cusselière
Le château de la Cusselière date du XIXe siècle. Il est d'inspiration italienne. Il fut imaginé en 1882 par Modeste Chambay, peintre-photographe. Celui-ci est enterré dans le village.

#### Le manoir de Vaucelles
Manoir du XVe siècle.

#### Les monuments aux morts et les calvaires
Tous ces monuments ont été sculptés dans le granite extrait des carrières de la commune.
- La Galochère, le « monument des fusillés ». Le 22 juin 1944, quatre jeunes hommes ont été exécutés par les Allemands dans cette carrière isolée. Ces quatre résistants faisaient partie du maquis de Trun. Quelques jours plus tard, le 30 juin, ce sont quinze résistants des maquis de Courcerault et de Mortagne-au-Perche qui seront fusillés au même endroit. Aujourd’hui, une stèle commémorative en granite de Condé-sur-Sarthe se trouve au milieu de cette ancienne carrière, rappelant les noms de chacun des fusillés. Chaque poteau d’exécution est rappelé par cinq balustres[44] sculptées dans le granite. La fosse où se trouvaient les corps est entourée de bordures et est régulièrement fleurie.
- Le monument du bourg.

### Personnalités liées à la commune
- Étienne Le Court (mort en 1533), curé martyr de l’Inquisition, brûlé à Rouen pour avoir embrassé le protestantisme.
- Bienheureux Martin François Alexis Loublier est né et baptisé dans l’ancienne paroisse d’O (Mortrée, Orne) le 17 octobre 1733. Curé de Condé-sur-Sarthe de 1766 à 1792. Premier maire à avoir été élu à Condé-sur-Sarthe entre le 7 février 1790 et le 16 janvier 1791. Il refusa le serment constitutionnel et remit les clefs de sa charge le 25 juin 1792. Arrêté le 31 août 1792, emprisonné au séminaire de Saint-Firmin à Paris, il y fut jugé arbitrairement avant d’être jeté par une fenêtre le 3 septembre 1792 lors du massacre général des prêtres enfermés à Saint-Firmin[Note 8]. Il fut béatifié par le pape Pie XI le 17 octobre 1926.

Son nom reste maintenant attaché à Condé-sur-Sarthe : il a été donné à la rue principale du lotissement situé près de la salle du Quartz.
- La famille Fould

Certains descendants d’Achille Fould ont marqué l’histoire de la commune de Condé-sur-Sarthe :
- Armand Achille-Fould, né le 19 septembre 1890 à Condé-sur-Sarthe. Arrière-petit-fils d’Achille Fould et fils de Charles Armand Achille Fould, il est maire de Condé-sur-Sarthe entre 1920 et 1927.
- Jacques Fould, né le 20 mars 1892 à Saint-Julien-Beychevelle (Gironde). Arrière-petit-fils d’Achille Fould et fils de Charles Armand Achille Fould, il prend la succession de son frère à la mairie de Condé-sur-Sarthe entre 1927 et 1953.